# Raema Lisa Rumbewas
Raema Lisa Rumbewas, née le 10 septembre 1980  à Biak (Papouasie) et morte le 14 janvier 2024 à Jayapura (Papouasie), est une haltérophile indonésienne.

## Biographie

### Carrière
Raema Lisa Rumbewas est médaillée d'argent au total dans la catégorie des moins de 48 kg aux Jeux olympiques d'été de 2000 à Sydney et médaillée de bronze dans cette catégorie aux Jeux asiatiques de 2002 à Busan.
Dans la catégorie des moins de 53 kg, elle est médaillée d'argent aux Jeux olympiques d'été de 2004 à Athènes et aux Championnats du monde d'haltérophilie 2006 à Saint-Domingue et médaillée de bronze aux Jeux olympiques d'été de 2008 à Pékin.
Dans la catégorie des moins de 58 kg, elle est médaillée d'or aux Jeux d'Asie du Sud-Est de 2009 à Vientiane.

### Famille
Raema Lisa Rumbewas est la cousine de la joueuse de badminton Nitya Krishinda Maheswari.